# Torre panoramica di Petřín
La torre panoramica di Petřín (in ceco Petřínská rozhledna) è una torre di acciaio alta 60 m che si trova sulla collina di Petřín a Praga.
La torre venne costruita su volontà del Club dei Turisti Cechi che, dopo aver visitato l'Esposizione universale di Parigi del 1889, decise di costruire a Praga una torre simile alla Torre Eiffel. La torre fu ultimata nel 1891, con una scala 1:5 rispetto all'originale di Parigi, e venne utilizzata con funzioni di osservazione e di trasmissione, mentre oggi è un'attrazione turistica che ospita una terrazza panoramica a 20 m di altezza e un museo dedicato a Jára Cimrman.